# Виллемос-Зум, Рудольф
Рудольф фон Виллемос-Зум (11 сентября 1847, Глюкштадт, Шлезвиг-Гольштейн — 13 сентября 1875, близ Таити) — немецкий зоолог. Доктор наук.

## Биография
Начал изучать право в Боннском университете, однако вскоре оставил Бонн, чтобы изучать зоологию в университете Мюнхена под руководством профессора Карла фон Зибольда. С апреля 1869 года учился в университете Геттингена, где получил степень доктора наук, защитив в 1870 диссертацию по анатомии и развитию некоторых специфических паразитов.
В 1870 году переехал в Киль, вместе с профессором Карлом Купфером собирал образцы в Кильской бухте.
С 1871 года читал лекции в университете Мюнхена.
В 1872 году в качестве зоолога принял участие в датской экспедиции на Фарерские острова на борту корабля «Phönix», и описал представителей позвоночных и полихет, обитающих на этих островах.
В том же познакомился с Чарлзом Уайвиллом Томсоном, инициатором и научным руководителем кругосветной океанографической экспедиции на судне «Челленджер» («Challenger»), который предложил Р. Виллемосу-Зуму принять участие в экспедиции «Челленджера». Путь, пройденный экспедицией «Челленджера», составлял около 70 тыс. морских миль, на протяжении которых экипаж занимался научными изысканиями. Во время экспедиции Р. Виллемос-Зум обнаружил несколько неизвестных видов рачков.
В своих письмах на родину описывал открытия экспедиции вдоль побережья на севере Квинсленда и пролива Торреса, в орнитологии, жизнь животных и естественной растительности региона. Особое внимание уделял островам у побережья Кейп-Йорка и острова Ару, жизнь коренных народов, которые оказывали содействие экспедиции.
В начале сентября 1875 года в районе Гавайских островов Р. Виллемос-Зум заболел рожей и вблизи о. Таити умер на борту HMS «Challenger». По морскому обычаю был похоронен в море.
В честь учёного были названы Willemoesia leptodactyla и Polycheles crucifera, представители группы десятиногих ракообразных семейства Polychelidae. 
Кроме того, в его честь был назван остров Île Haute к западу от острова Кергелен, (western part of the Golfe du Morbihan, altitude 321 m), географические координаты — 49°23′ ю. ш. 69°55′ в. д..в архипелаге Кергелен.

## Избранные труды
Научные труды Р. Виллемоса-Зума касаются биологии и истории развития низших животных.
- Challenger-Briefe. 1872—1875. doi:10.5962/bhl.title.1777
- Biologische Beobachtungen über Niedere Thiere. 1871.
- Ueber einige Trematoden und Nemathelminthen. 1870.
- Ueber Coelacanthus und einige verwandte Gattungen. 1867.
- Die Challenger Expedition. Zum tiefsten Punkt der Weltmeere. Herausgegeben von Gerhard W. Müller. Edition Erdmann, Wiesbaden 2015, ISBN 978-3-7374-0015-2.